# Roman Dzida
Roman Dzida (ur. 1961 w Czechowicach-Dziedzicach) – polski himalaista.
Jako 21. Polak w dniu 16 maja 2007 zdobył Mount Everest, w trakcie wyprawy Annapurna Klub EVEREST 2007. W trakcie tej wyprawy górę zdobyli także Robert Rozmus i Marian Hudek. Wejście odbyło się drogą północno-wschodnią, czyli tą, którą próbowali w roku 1924 wejść George Mallory i Andrew Irvine. Jest 10. Polakiem, który zdobył Mount Everest tą drogą.
4 stycznia 2011 roku zdobył Koronę Ziemi. Dokonał tego jako 12. Polak w historii.
- 23.02.2003 r. Aconcagua (6962 m n.p.m.), najwyższy szczyt Ameryki Południowej,
- 23.07.2003 r. Mont Blanc (4807 m n.p.m.), najwyższy szczyt Europy (niektórzy geografowie uznają Elbrus za najwyższy w Europie),
- 15.01.2004 r. Kilimandżaro (5895 m n.p.m.), najwyższy szczyt Afryki,
- 13.06.2004 r. Denali (McKinley) (6196 m n.p.m.), najwyższy szczyt Ameryki Północnej,
- 16.05.2007 r. Mount Everest (8848 m n.p.m.), najwyższy szczyt Azji i Świata,
- 04.12.2007 r. Góra Kościuszki (2228 m n.p.m.), najwyższy szczyt Australii kontynentalnej,
- 24.08.2009 r. Elbrus (5643 m n.p.m.), obok Mont Blanc uważany przez niektórych za najwyższy szczyt Europy[3],
- 04.01.2011 r. Masyw Vinsona (4892 m n.p.m.), najwyższy szczyt Antarktydy[4],
- 09.12.2011 r. Jaya (4884 m n.p.m.), najwyższy szczyt całej Australii i Oceanii, a zarazem najwyższy szczyt świata leżący na wyspie[5].